# Galeodes venator
Galeodes venator är en spindeldjursart som beskrevs av Simon 1879. Galeodes venator ingår i släktet Galeodes och familjen Galeodidae. Inga underarter finns listade i Catalogue of Life.